# Banpo
Banpo is een archeologische vindplaats, gelegen in de Gele Riviervallei, ten oosten van Xi'an, China. Het bevat de overblijfselen van een neolithische nederzetting. Door middel van koolstofdatering dateert de site op zo'n 6700 à 5600 jaar geleden en wordt geassocieerd met de Yangshaocultuur. Banpo werd opgegraven tussen 1954 tot 1957.
Het gebied van 5 tot 6 hectare groot was omgeven door een sloot, waarschijnlijk een verdedigingsgracht, van 5 tot 6 meter breed. De huizen waren rond, gebouwd van leem en hout met overhangende rieten daken. Veel van de huizen waren half ondergronds, met de vloer een meter onder het grondoppervlak. De graven en aardewerkovens lagen buiten de omtrek van de verdedigingsgracht.